# گیرنده (فیلم)
گیرنده فیلمی به کارگردانی مهرداد غفارزاده، نویسندگی مهرداد غفارزاده، مهرداد موفق یامی و اکبر روح و تهیه‌کنندگی مرکز گسترش سینمای مستند و تجربی ساخته سال ۱۳۹۰ است،

## خلاصه داستان
قرار است رئیس جمهور از شهری کوچک (جاروف) که مشخص نیست در کجای ایران قرار دارد، بازدید کند. به این علت اکثر مردم شهر شروع به نوشتن نامه برای رئیس جمهور می‌کنند و مشکلات خود را در نامه توضیح می‌دهند. داستان از جایی شروع می‌شود که هیئت دولت و مقامات پس از بازدید از شهر می‌روند و یک محموله نامه پس از رفتن رئیس جمهور و همراهانش به فرمانداری می‌رسد و چون قرار است رئیس جمهور در همان روز از طریق فرودگاه به تهران بازگردد، نامه‌ها باید هر چه سریعتر به دست رئیس جمهور برسد. حاج صمد (سعید راد) راننده محلی، طی اتفاقی مأمور انجام این کار می‌شود. در این بین شخص با نفوذی به‌علت اینکه منافع شخصیش با رسیدن نامه‌ها به دست رئیس جمهور در معرض خطر قرار می‌گیرد در مسیر رسیدن نامه‌ها مانع تراشی می‌کند …

## جشنواره‌ها
جوایز این فیلم به شرح زیر است.
- سیمرغ بلورین بهترین فیلم بخش نگاه نو (مرکز گسترش سینمای مستند و تجربی) سی‌امین دوره جشنواره فیلم فجر
- دیپلم افتخار بهترین بازیگر مرد بخش نگاه نو (سعید راد) سی‌امین دوره جشنواره فیلم فجر
- دیپلم افتخار بهترین فیلم‌نامه بخش نگاه نو برای گروه فیلم‌نامه‌نویسان سی‌امین دوره جشنواره فیلم فجر